# レイモン・ドゥパルドン
レイモン・ドゥパルドン（Raymond Depardon, 1942年7月6日 - ）はフランス・ヴィルフランシュ＝シュル＝ソーヌ出身の写真家、映画監督・ジャーナリスト。

## 人物
パリで写真家のアシスタントからはじめ、フリーカメラマンとしてアルジェリアやチャドを訪れる。1966年に数人の写真家と共にエージェンシーGammaを設立。1973年にアメリカ海外記者クラブとライフ社が創設したロバート・キャパ賞を受賞。1979年からマグナム・フォトの会員となる。1963年から映画製作にも乗り出し、主にドキュメンタリー作品で高い評価を得ている。

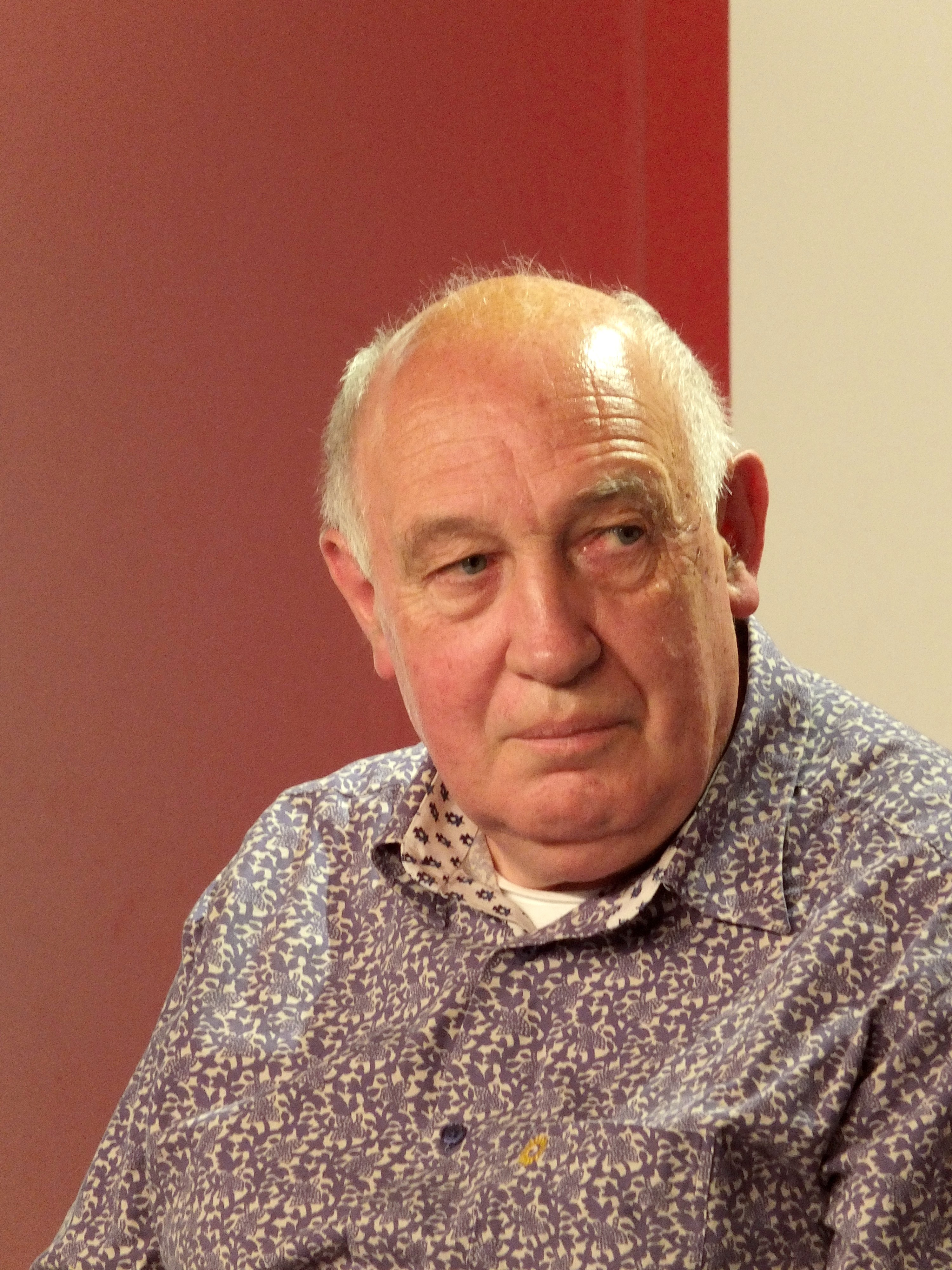
Raymond Depardon (2012)

## 映画
- アフリカ、痛みはいかがですか? Afriques: Comment ca va avec la douleur? (1996年)
- 夏の映画館 Cinéma d'été (2007年)
  - 短編。オムニバス映画『それぞれのシネマ』 Chacun son cinéma より。
- モダン・ライフ La Vie moderne (2008年)
- レイモン・ドゥパルドンのフランス日記 Journal de France (2012年)